# Kolpnjanskij rajon
Il Kolpnjanskij rajon (in russo Колпнянский район?) è un rajon dell'Oblast' di Orël, nella Russia europea; il capoluogo è Kolpna.